# Пајнтоп-Лејксајд (Аризона)
Пајнтоп-Лејксајд (енгл. Pinetop-Lakeside) град је у америчкој савезној држави Аризона. По попису становништва из 2010. у њему је живело 4.282 становника.

## Демографија
Према попису становништва из 2010. у граду је живело 4.282 становника, што је 700 (19,5%) становника више него 2000. године.
| Група             | 2000.         | 2010.         |
| Белци             | 2.993 (83,6%) | 3.409 (79,6%) |
| Афроамериканци    | 37 (1,0%)     | 25 (0,6%)     |
| Азијати           | 12 (0,3%)     | 33 (0,8%)     |
| Хиспаноамериканци | 407 (11,4%)   | 618 (14,4%)   |
| Укупно            | 3.582         | 4.282         |